# Shaun Newton
Shaun O’Neill Newton (* 20. August 1975 in Camberwell, London) ist ein englischer Fußballspieler. Der offensive rechte Mittelfeldakteur absolvierte zwischen 1993 und 2005 über 400 Pflichtspiele für Charlton Athletic und die Wolverhampton Wanderers. Im Jahr 2006 erregte er Aufsehen durch seine siebenmonatige Dopingsperre wegen Kokainmissbrauchs.

## Sportlicher Werdegang

### Charlton Athletic (1993–2001)
Newton begann seine Karriere beim Zweitligisten Charlton Athletic, arbeitete sich hinauf bis in die erste Mannschaft und debütierte dort kurz vor seinem 18. Geburtstag als Einwechselspieler gegen Birmingham City (1:0) am 14. August 1993. Auf der rechten Mittelfeldseite war er vor allem zwischen 1995 und 1998 Stammspieler der „Addicks“; dazu kamen drei Auswahlpartien für die englische U-21-Nationalmannschaft, wobei er seinen Einstand am 31. August 1996 gegen Moldawien (2:0) gefeiert hatte. Zum Aufstieg seines Klubs in die Premier League im Jahr 1998 steuerte er zunächst den einzigen Treffer zum 1:0-Sieg im Play-off-Halbfinalrückspiel gegen Ipswich Town bei und verwandelte im Anschluss an das 4:4 im Endspiel gegen den AFC Sunderland nach 120 Minuten einen der Strafstöße im letztlich erfolgreichen Elfmeterschießen.
Eine schwere Knieverletzung sorgte dafür, dass Newtons Einsätze in der Eliteklasse limitiert blieben und es folgte der direkte Wiederabstieg nach nur einer Saison. Zur Spielzeit 1999/2000 kämpfte er sich wieder in das Team zurück und über die Zweitligameisterschaft gelang die Rückkehr in die Premier League, wo er hinter der Neuverpflichtung Claus Jensen und dem jungen Talent Scott Parker wieder häufig auf der Ersatzbank Platz nehmen musste. Die schlechter gewordenen Perspektiven veranlassten Newton schließlich dazu, um eine Transferfreigabe zu bitten. Nach diesem Begehren blieb er dem Klub noch sechs Monate erhalten und wechselte schließlich nach 285 Pflichtspielen und 26 Toren für Charlton Athletic im August 2001 für anfänglich 850.000 Pfund – weitere 150.000 Pfund wurden zwei Jahre später fällig – zum Zweitligisten Wolverhampton Wanderers.

### Wolverhampton Wanderers (2001–2005)
Bereits bei seinem ersten Einsatz für die „Wolves“ am 11. August 2001 erzielte Newton gegen den FC Portsmouth (2:2) sein erstes Tor und sammelte bis zum Ende der Saison 2001/02 insgesamt acht Treffer – mehr als in allen anderen Profi-Spielzeiten seiner Karriere. Dennoch endete die Runde enttäuschend, da der sicher geglaubte Aufstieg noch durch eine Play-off-Niederlage gegen Norwich City verhindert wurde. Im Jahr darauf folgte aber über einen 3:0-Finalsieg gegen Sheffield United der dritte Erstligaaufstieg in der Laufbahn von Shaun Newton. Im Gegensatz zu seinem Ex-Klub Charlton Athletic war er auch in der Premier League eine feste Größe, musste am Ende aber wieder den direkten Gang in die Zweitklassigkeit antreten. Als Glenn Hoddle im Dezember 2004 das Traineramt von Dave Jones übernahm, waren Newtons Tage in Wolverhampton gezählt und im März 2005 ließ Newton nach 151 Pflichtpartien für die Wolves auch seine zweite Profistation hinter sich.

### Letzte Karrierestationen (2005–2008)
Newton schloss sich in seiner Heimat London dem Zweitligaklub West Ham United an, wobei die anfängliche Ablösesumme in Höhe von 10.000 Pfund nach dem Premier-League-Aufstieg im Jahr 2005 auf 125.000 Pfund anwuchs. Newton erhielt im Juli 2005 einen neuen Zweijahresvertrag bei den „Hammers“ und kam in der Premier League regelmäßig zum Einsatz, wenngleich er häufig nur Ersatzspieler war und auch für das FA-Cup-Finale gegen den FC Liverpool nicht nominiert wurde. Im Juli 2006 wurde er für sieben Monate rückwirkend ab dem 20. Mai gesperrt, weil ihm die Einnahme von Kokain im FA-Cup-Halbfinale gegen den FC Middlesbrough nachgewiesen wurde. Nach der Zwangspause kam Newton unter dem neuen Trainer Alan Curbishley noch einmal zu fünf Einsätzen, wechselte dann aber im März 2007 leihweise bis zum Ende der Saison zu Leicester City. Zum Ende der Spielzeit schloss sich Newton dauerhaft den „Foxes“ an und unterzeichnete bei Trainer Martin Allen einen Einjahresvertrag. Bereits im Januar 2008 kam es aber zu einem vorzeitigen Aus und unter dem neuen sportlichen Leiter Ian Holloway endete Newtons Kontrakt mit Leicester City „in beiderseitigem Einvernehmen“.
Newton blieb anschließend ohne Beschäftigung im Profifußball. Probetrainingseinheiten, wie im Februar 2008 bei Yeovil Town, führten nicht zu einer erhofften Neubeschäftigung.